# Robert Speck (homme politique)
Pour les articles homonymes, voir Robert Speck et Speck.
Robert William Speck (16 avril 1915-5 avril 1972) est un homme politique canadien de l'Ontario. Il est le premier maire de Mississauga de 1968 jusqu'à son décès en 1972.

## Biographie
Né à Toronto Township (en) en Ontario, Speck tente sans succès de faire son entrée en politique pour devenir député fédéral libéral de la circonscription de Peel.
Préfet de Toronto Township, il devient le premier maire de la nouvelle ville de Mississauga. Décédé en fonction en 1972, il est remplacé par le préfet Chic Murray de façon intérimaire.
Enterré au cimetière Springcreek dans le quartier de Clarkson (en) de Mississauga, la Robert Speck Parkway au centre de la ville et conduisant au centre d'achats Square One Shopping Centre (en) est nommée en son honneur,.